# Women Make Movies
Women Make Movies es una organización sin ánimo de lucro estadounidense fundada en 1972, de carácter multicultural y multirracial, dedicada a facilitar la producción, promoción, distribución y exhibición de películas y vídeos independientes realizados por y sobre mujeres. Se convirtió en la mayor distribuidora de películas realizadas por mujeres del mundo.

## Historia
Fue fundada en 1972 por Ariel Dougherty, Sheila Paige y Dolores Bargowski. Tiene su sede en la ciudad de Nueva York. Surgió de las reuniones de Liberación de las Mujeres de 1969 e inicialmente se dedicó a formar a cientos de mujeres como cineastas. Con el tiempo, pasó a ser una de las principales distribuidoras de películas y videos realizadas por mujeres en Norteamérica. A principios de la década de 1980, el foco pasó a concentrarse en la distribución de películas independientes realizadas por y sobre mujeres.
En 1983, Debra Zimmerman asumió el cargo de directora ejecutiva. La organización distribuye sus más de 700 películas creadas por más de 400 mujeres cineastas de casi 30 países. Estas películas abordan temas como los derechos reproductivos, el SIDA, la imagen corporal, el desarrollo económico, el racismo, la inmigración, la ética médica y el feminismo. La colección incluye películas de cineastas feministas como Trinh T. Minh-ha, Julie Dash, Pratibha Parmar, Jane Campion y Kim Longinotto.[cita requerida]

## Distribución
Las películas distribuidas por WMM han aparecido en festivales de cine de todo el mundo, incluido el Festival de Cine de Sundance, el Festival de Cine de Cannes y el Festival Internacional de Cine Documental de Ámsterdam (IDFA) y el Festival de Cine de Athena. Sus películas han recibido premios de los medios como el Premio Especial del Jurado en Sundance (The Greatest Silence: Rape in the Congo y Rough Aunties), el Premio de la Academia (Love &amp; Diane), el Emmy (Quick Brown Fox: An Alzheimer's Story) y el Peabody (Sisters in Law).En 2011, WMM recibió un premio del Festival de Cine de Atenas por su destacada labor de distribución de películas realizadas por y sobre mujeres.
Las películas de WMM se han emitido en cadenas de cable y estaciones de televisión pública de todo el mundo, incluidas HBO / Cinemax, PBS, Sundance Channel y Rede Globo. Entre los títulos emitidos, destacan Hold Me Tight, Let Me Go, de Kim Longinotto y Ella es el matador, de Gemma Cubero y Celeste Carrasco. La organización ha trabajado en estrecha colaboración con el Public Broadcasting System, el Hunter College, el Museo de Arte Moderno y muchas otras organizaciones de artes mediáticas con sede en la ciudad de Nueva York.

## Reconocimientos
Retrospectiva organizada por el Museo de Arte Moderno de la ciudad de Nueva York en el 25º aniversario. El Archivo Cinematográfico de la Academia alberga la colección Women Make Movies, que incluye copias, masters de video y elementos cinematográficos originales de docenas de largometrajes, documentales, cortometrajes y películas informativas realizadas por y sobre mujeres.